# 坊主 (米)
坊主（ぼうず）は、1895年（明治28年）に北海道札幌郡琴似村（現在の札幌市）の江頭庄三郎らによって育成されたイネ（稲）の品種。在来品種の「赤毛」から選抜育種したもの。

## 品種特性
無芒で分蘖は少ないが多収。「赤毛」と比べると早熟で、稈は長いが硬く、いもち病抵抗性も強い。
粒はやや大きいものの脱粒しやすく、品質的にも劣る。

## 歴史

### 育成
1895年（明治28年）、北海道札幌郡琴似村新琴似（現在の札幌市）の江頭庄三郎の弟が、6～7反の「赤毛」の田の中に1株2穂の無芒の株を見つけたことが始まりである。翌年から5年間、庄三郎が試作したが、耐倒伏性に劣るなど「赤毛」と比べてそれほど評価できなかった。そのまま捨てられるところだったが、小作人だった中田光治がこの種を譲り受け、転居した美唄で栽培したところ好成績であったため、同地で広まった。さらに中田の転居とともに砂川や士別へと広まっていった。
1909年（明治42年）からは北海道農事試験場で研究が続けられ、1914年（大正3年）に優良品種に指定された。その後、1916年（大正5年）から北海道農試上川支場で分離育種された「坊主1号」「坊主2号」と、北海道農試本場で分離育種された「坊主5号」「坊主6号」が、1919年（大正8年）に優良品種となった。

### 発展
当時の北海道では、少ない人口による労働力不足を解消するための稲作の省力化として、直播栽培が試みられていた。上白石稲作試験場において直播栽培に成功したが、播種は容易でも除草や収穫に難があり、また点播では結局人手がかかることから、当初はあまり普及していなかった。
1905年（明治38年）に末松保次郎らによって末松式直播器（タコ足型直播器）が、1908年（明治38年）には寺門らによって寺門式直播器が開発されると、「坊主」は爆発的に普及した。これら直播器では、種籾に芒や枝梗があるとスムーズな播種ができなかったが、その点「坊主」は当時の品種としては珍しく芒がなかったため直播器と相性が良かったのである。1932年（昭和7年）の作付面積は、道央地区を中心に136,726haに及んだ。
「坊主」や「坊主5号」は、10年以上に渡って北海道における作付面積のトップを担ったが、1930年代後半になると子品種の「富国」に交代した。さらに「農林20号」や孫品種の「栄光」が普及したことで、1945年（昭和20年）頃を境に姿を消していった。

## 評価
「坊主」の発見は、直播器の発明とともに、明治後半から大正半ばにかけての空知地方や上川地方での稲作拡大の原動力となった。特に、北海道で最大160,000haに達したとされる稲の直播栽培は、「坊主」なしでは考えられなかったと評価されている。
「坊主」は北海道の交配育種にも大きな足跡を残している。北海道農事試験場が1915年（大正4年）に本格的な交配育種を始めると、最初の交配親の一つに選ばれた。その結果、1924年（大正13年）に北海道の交配育種で初めて優良品種となったのは、「魁」と「坊主」の交配による「走坊主」であった。これは、「坊主」を早生化した「坊主6号」よりさらに1週間熟期が早く、種子親の早熟種「魁」よりもさらに4～5日早熟という極早生品種で、北見地方、上川地方北部、天北地方への稲作北進に寄与した。

## 関連品種

### 純系選抜種
- 「坊主1号」 - 1916年（大正5年）から[5]北海道農試上川支場で分離育種され、1919年（大正8年）に優良品種となった[4]。
- 「坊主2号」 - 1916年（大正5年）から[5]北海道農試上川支場で分離育種され、1919年（大正8年）に優良品種となった[4]。
- 「坊主5号」 - 1916年（大正5年）から[5]北海道農試本場で分離育種され、1919年（大正8年）に優良品種となった[4]。
- 「坊主6号」 - 1916年（大正5年）から[5]北海道農試本場で分離育種され、1919年（大正8年）に優良品種となった[4]。早稲の良質米[11]。
- 「早生坊主」 - 神楽村の菅井熊三郎が1913年（大正2年）に選出[12]。熟期は早生で耐冷性も強かったが、有臭米で品質は劣る[12]。
- 「黒糯」 - 東旭川村の島橋場吉次郎が1909年（明治42年）に選出[12]。大正期には、「厚別糯」「栗柄糯」「島田糯」に次いでよく栽培された[12]。
- 「栗柄糯」 - 神楽村の栗柄藤次郎が1910年（明治43年）に選出[12]。少肥栽培に向き、耐冷性も強かったため、昭和半ばまで作付けされた[12]。

### 子品種
- 「走坊主」 - 「魁」との交配[3][10]。
- 「早来坊主」 - 「十勝黒毛」との交配[10]。
- 「早生富国」 - 「中生愛国」と「坊主6号」の交配[13][14]。
- 「早生白毛」 - 「坊主2号」と「中生愛国」の交配[13][14]。
- 「富国」 - 「中生愛国」と「坊主6号」の交配[13][14]。
- 「北光」 - 「中生愛国」と「坊主6号」の交配[7][13]。
- 「南光」 - 「中生愛国」と「坊主6号」の交配[13]。
- 「亀田早稲」 - 「陸羽132号」と「坊主6号」の交配[13]。
- 「大野中稲」 - 「畿内早生22号」と「坊主6号」の交配[13]。
- 「玉光」 - 「亀ノ尾」と「坊主6号」の交配[13]。
- 「渡島錦」 - 「亀ノ尾」と「坊主6号」の交配[13]。

### 孫品種
- 「農林9号」 - 「早生チンコ」と「走坊主」の交配[13]。
- 「農林11号」 - 「胆振早生」と「早生坊主」の交配[15]。
- 「農林15号」 - 「銀坊主」と「走坊主」の交配[13]。
- 「農林19号」 - 「走坊主」と「二節」の交配[13]。
- 「農林28号」 - 「農林1号」と「走坊主」の交配[13]。
- 「石狩白毛」 - 「関山8号」と「早生富国」の交配[13][14]。
- 「栄光」 - 「鶴亀」と「早生富国」の交配[13][14]。
- 「共和」 - 「陸羽132号」と「早生富国」の交配[13][14]。
- 「中生栄光」 - 「鶴亀」と「早生富国」の交配[13][14]。
- 「晩生栄光」 - 「鶴亀」と「早生富国」の交配[13][14]。
- 「渡島白毛」 - 「陸羽132号」と「早生白毛」の交配[13]。
- 「北海糯1号」 - 「小川糯」と「走坊主」の交配[13]。
- 「大雪」 - 「亀田早稲」と「石狩白毛」の交配[16]。
- 「新雪」 - 「亀田早稲」と「石狩白毛」の交配[16]。

### ひ孫品種
- 「ハシリモチ（走糯）」 - 「北海糯1号」と「農林20号」の交配[13]。
- 「上育140号」 - 「農林1号」と「共和」の交配[14]。
- 「北稔」 - 「石狩白毛」と「北海94号」の交配[14]。
- 「農林34号」 - 「石狩白毛」と「北海84号」の交配[15]。
- 「農林42号（白雪）」 - 「農林1号」と「農林19号」の交配[15]。
- 「北海116号」 - 「晩生栄光」と「農林15号」の交配[16]。
- 「北海糯121号」 - 「功糯」と「共和」の交配[16]。
- 「北海129号」 - 「農林19号」と「晩生栄光」の交配[16]。
- 「北糯」 - 「功糯」と「共和」の交配[16]。
- 「北斗」 - 「功糯」と「共和」の交配[16]。
- 「豊光」 - 「早生愛国」と「農林15号」の交配[14]。
- 「みまさり」 - 「巴錦」と「上育142号」の交配種に、「大野中稲」と「農林34号」の交配種を交配[14]。
- 「しおかり」 - 「目黒栄糯」と「共和」の交配種に、「共和」を戻し交配[14]。
- 「きよかぜ」 - 「新栄」と「農林15号」の交配[17]。
- 「北海112号」 - 「陸羽132号」と「農林15号」の交配[16]。
- 「暁」 - 「農林1号」と「農林15号」の交配[16]。

### 玄孫品種
- 「ながみのり」 - 「農林17号」と「農林34号」の交配種に、「大国早生」と「栄光」の交配種を交配[14]。
- 「ふくゆき」 - 「北海112号」と「農林34号」の交配[14]。